# Mariya Nikolova
Mariya Nikolova est une athlète bulgare née le 6 octobre 1982. Spécialiste de l'ultra-trail, elle a notamment remporté le Cappadocia Ultra Trail en 2017.

## Résultats
| no  | féminin           | Course                 | Longueur | Départ          | Temps            |
| --- | ----------------- | ---------------------- | -------- | --------------- | ---------------- |
| 7e  | Médaille d'argent | Cappadocia Ultra Trail | 110 km   | 24 octobre 2015 | 14 h 05 min 00 s |
| 14e | Médaille d'or     | Cappadocia Ultra Trail | 110 km   | 21 octobre 2017 | 14 h 26 min 16 s |